# Votum separatum
Votum separatum (z łac.: zdanie odrębne; ang. dissenting opinion, dissent) – opinia inna niż głoszona przez większość, opinia niemieszcząca się w proponowanych rozwiązaniach bądź zbiorach głosów.
Oficjalnie wyrażona opinia członka gremium, odmienna od decyzji tego gremium.
Przykładowo w Polsce zdanie odrębne może zgłosić sędzia lub ławnik, który w głosowaniu głosował inaczej niż większość lub nie zgadza się z treścią orzeczenia ustaloną poprzez tzw. większość sztuczną (dotyczy to wszystkich sądów, jak i Trybunału Konstytucyjnego oraz Trybunału Stanu). Podobnie, instytucja votum separatum istnieje w szeregu sądów międzynarodowych, np. w Międzynarodowym Trybunale Sprawiedliwości czy Europejskim Trybunale Praw Człowieka.
 Zapoznaj się z zastrzeżeniami dotyczącymi pojęć prawnych w Wikipedii.